# Indigofera longibarbata
Indigofera longibarbata är en ärtväxtart som beskrevs av Adolf Engler. Indigofera longibarbata ingår i släktet indigosläktet, och familjen ärtväxter. Inga underarter finns listade i Catalogue of Life.